# بیندهیمیت
بیندهیمیت  (به انگلیسی: Bindheimite) با فرمول شیمیایی Pb2Sb(OOHFH2O)7 از مجموعه کانی هاست و ازکلمه و نام شیمیدان آلمانی بیندیم J.Bindheim اقتباس شده‌است. محلول در HNO3 , HCl Sb:۷۹٫۱۹٪  O:۲۰٫۸۱٪  برای اولین بار در روسیه کشف شد و از نظر شکل بلور: نامنظم، رنگ: زرد - زرد قهوه‌ای - خاکستری - سفید، شفافیت: غیر شفاف - شفاف، شکستگی: صدفی، جلا: مات - چرب، رخ: ندارد، سیستم تبلور: مکعبی و در رده‌بندی اکسید است همچنین خاصیت مغناطیسی ندارد و منشأ تشکیل آن ژیزمان‌های ثانوی Pb-Sb است.
همایند کانی‌شناسی (پارانژ) آن واکنش‌های شیمیائی اشعه X و واکنشPbاستیبیکونیت- بولانژریت- تترائدریت- بورنونیت است
، از نظر ژیزمان آگرگات بلوری توده‌ای - کریپتوکریستالین کمیاب است و بیشتر در آلمان غربی، چک اسلواکی، اطریش، آمریکا، استرالیا یافت می‌شود.

## منبع
- پردیس کشاورزی ایران